# Wahlstedt
Wahlstedt (en allemand : /ˈvaːlˌʃtɛt/,, ? Écouter [Fiche]) est une ville de l'arrondissement de Segeberg (Kreis Segeberg), district du Land de Schleswig-Holstein, en Allemagne.

## Géographie
La ville se trouve à 7 km à l'ouest de Bad Segeberg.

## Histoire
Wahlstedt est mentionnée pour la première fois dans un document officiel en 1150.